# Marquis Grissom
Marquis Deon Grissom (Atlanta, Georgia, 17 de abril de 1967), más conocido como Marquis Grissom, es un exjugador profesional estadounidense de béisbol que se desempeñó en la posición de jardinero central en las Grandes Ligas de Béisbol (MLB). Logró obtener cuatro Guantes de Oro.

## Carrera
Grissom jugó como profesional seis temporadas en Montreal Expos (1989-1994), después pasó por varios equipos, Atlanta Braves (1995-1996), Cleveland Indians (1997), Milwaukee Brewers (1998-2000), Los Angeles Dodgers (2001-2002), y finalmente, se unió a San Francisco Giants, donde jugó tres temporadas (2003-2005), y fue el equipo en el que se retiró.

## Premios
Fue galardonado con el Guante de Oro en cuatro oportunidades (1993, 1994, 1995 y 1996).